# 李恩求
李恩求（1908年—1992年），男，广东南海人，中华人民共和国政治人物、外交官，曾任外交学院常务副院长。